# 347 Pariana
347 Pariana eller 1892 Q är en asteroid i huvudbältet, som upptäcktes 28 november 1892 av den franske astronomen Auguste Charlois. Ursprunget till namnet är okänt.
Asteroiden har en diameter på ungefär 48 kilometer.